# جو دیویسون (بازیکن فوتبال زاده ۱۹۱۹)
جو دیویسون (انگلیسی: Joe Davison; ۲۹ ژوئیهٔ ۱۹۱۹ – ۱۹۸۳ (۶۳−۶۴ سال)) بازیکن فوتبال اهل بریتانیا بود.
از باشگاه‌هایی که در آن بازی کرده‌است می‌توان به باشگاه فوتبال دارلینگتون اشاره کرد.